# 厄尔斯顿
厄尔斯顿（英语：Earlston；低地苏格兰语：Yerlston；苏格兰盖尔语：Dùn Airchill），是英国苏格兰苏格兰边区的一个城镇。总人口1,978（2001年）。

## 姊妹城镇
- 卡佩拉马焦雷，意大利